# کن تامسون
کنت لین تامسون (به انگلیسی: Kenneth Lane Thompson) (زاده ۴ فوریه ۱۹۴۳) که در محفل هکرها معمولاً با نام ken شناخته می‌شود، یکی از پیشگامان علوم رایانه است. تامسون سیستم‌عامل اصلی یونیکس را طراحی و پیاده‌سازی کرده‌است. او همچنین مخترع زبان برنامه‌نویسی بی است، زبانی که جد زبان سی به حساب می‌آید. او همین‌طور یکی از خالقین و توسعه‌دهندگان اولیه سیستم‌عامل پلان ۹ از آزمایشگاه‌های بل بود. تامسون از سال ۲۰۰۶ در شرکت گوگل کار می‌کند، جایی که او در اختراع زبان برنامه‌نویسی گو همکاری کرد. دیگر همکاری‌های قابل توجه او شامل کار بر روی عبارات باقاعده و همین‌طور ویرایشگرهای متن اولیه ed و QED، تعریف رمزینه یوتی‌اف-۸، کار بر روی شطرنج کامپیوتری و ماشین شطرنج بل است.

## نفوذ و در پشتی ایجاد شده در یونیکس
درِ پشتی تامپسون؛ مهندسی یک فریبِ خودتکثیر
نفوذ تامپسون به کامپایلر C، نمونه‌ی کلاسیک بهره‌برداری از حلقه‌ی اعتماد در مهندسی نرم‌افزار است. برای درک عمق این نفوذ، باید فرایند «بوت استرپ» (Bootstrap) کامپایلر را بررسی کنیم: روشی که کامپایلرها با آن نسخه‌های جدید خود را می‌سازند. تامپسون از این فرایند سوءاستفاده کرد تا یک درِ پشتی را نه‌تنها در برنامه‌های تولیدشده، بلکه در هسته‌ی ابزارهای توسعه، جاودانه کند.

## زندگی
تامسون در نیواورلئان به دنیا آمد. او در سال ۱۹۶۵ مدرک کارشناسی و در ۱۹۶۶ مدرک کارشناسی ارشد خود را در رشته مهندسی رایانه از دانشگاه کالیفرنیا، برکلی دریافت کرد. در دهه ۱۹۶۰، تامسون و ریچی بر روی سیستم‌عامل مولتیکس کار کردند. در هنگام نوشتن مولتیکس، تامسون زبان برنامه‌نویسی بون را ایجاد کرد. وقتی که آزمایشگاه‌های بل از پروژه مولتیکس صرف نظر کرد، آن دو پروژه مولتیکس را رها کردند اما آن‌ها از تجربیاتی که در پروژه مولتیکس بدست آورده بودند استفاده کرده و در سال ۱۹۶۹ تامسون و ریچی سیستم‌عامل یونیکس را خلق کردند. در آن هنگام، تامسون به این نتیجه رسیده بود که یونیکس یک زبان برنامه‌نویسی سیستمی احتیاج دارد و اینگونه بود که زبان برنامه‌نویسی بی خلق شد. کمی بعد ریچی از این زبان الهام گرفته و زبان برنامه‌نویسی سی را ایجاد کرد، زبانی که بعدها به مهم‌ترین زبان برنامه‌نویسی دنیا تبدیل شد و برنامه‌نویسان بسیاری آن را پذیرفتند.
تامسون نسخه‌ای از ویرایشگر متن QED را برای سیستم‌عامل CTSS توسعه داد که می‌توانست به کمک عبارات باقاعده در متن به جستجو بپردازد. QED و دیگر ویرایشگر تامسون که ed نام داشت (ویرایشگر استاندارد در یونیکس)، کمک زیادی به محبوب شدن عبارات باقاعده کردند که قبل از آن عبارات با قاعده بیشتر ابزاری (یا اسباب بازی) برای منطق دانان به حساب می‌آمد. عبارات باقاعده در ابزارهای پردازش متن یونیکس مانند grep و زبان برنامه‌نویسی پرل به شدت فراگیر شدند.
در سال ۱۹۹۲ تامسون به همراه راب پایک یوتی‌اف-۸ را توسعه دادند. (یک روش برای رمزگذاری کاراکترهای بین‌الملی که به‌طور گسترده مورد استفاده قرار می‌گیرد) او همچنین به همراه ژوسف کاندان سخت‌افزار و نرم‌افزار ماشین بل را ساخت. ماشین بل یک کامپیوتر شطرنج‌باز بود.
در سال ۲۰۰۰ تامسون از آزمایشگاه‌های بل بازنشسته شد. او تا سال ۲۰۰۶ در شرکت Entrisphere کار می‌کرد و اکنون هم در شرکت گوگل کار می‌کند. از کارهای اخیر او می‌توان به همکاری در ساخت زبان برنامه‌نویسی گو اشاره کرد.

## جایزه‌ها

### جایزه تورینگ
در سال ۱۹۸۳، تامسون و ریچی به‌طور مشترک جایزه تورینگ را دریافت کردند. این جایزه برای «توسعه نظریه عمومی سیستم‌عامل‌ها و به ویژه برای پیاده‌سازی سیستم‌عامل یونیکس» به آن دو اهدا شد.

### مدال ریچارد همینگ
در سال ۱۹۹۰ تامسون و ریچی مدال ریچارد همینگ را از مؤسسه مهندسان برق و الکترونیک دریافت کردند. این جایزه برای «پدیدآوردن سیستم‌عامل یونیکس و زبان برنامه‌نویسی سی» به ایشان اهدا شد.